# Bramfelder SV
Der Bramfelder SV (offiziell: Bramfelder Sportverein von 1945 e. V.) ist ein Sportverein aus Hamburg-Bramfeld.

## Geschichte
Der Verein wurde 1945 als gemeinsamer Nachfolger eines bürgerlichen, eines Arbeiter- und eines Rotsportvereins gegründet, namentlich der SC 1919 Bramfeld-Hellbrook/FC 1919 Bramfeld-Hellbrook und der FTSV Bramfeld 1910. Mit rund 4.100 Mitgliedern (Stand Juli 2021) ist der BSV einer der größten Sportvereine Hamburgs. Der Schwerpunkt liegt im gesundheitsfördernden Freizeit- und Breitensport. Der BSV versteht sich als traditioneller Stadtteilverein mit einem starken Bezug zu den umliegenden Stadtteilen Bramfeld und Steilshoop. Zu den größten Abteilungen zählen Fußball, Handball und Basketball. Darüber hinaus bietet der Verein Aikido, Aktiv & Gesund, Badminton, Ballett, Hip-Hop, Hockey, Judo, Karate, Kinderturnen, Leichtathletik, Rehabilitationssport, Schwimmen, Skat, Tennis, Tischtennis, Trampolin, Triathlon, Volleyball und Wandern an.

## Fußball

### Männer
Die Fußballer des BSV erreichten 1953 erstmals die Verbandsliga Hamburg, die seinerzeit die zweithöchste Amateurliga war. Zehn Jahre später gelang dann der Aufstieg in die seinerzeit drittklassige Amateurliga Hamburg, aus der die Mannschaft nach nur einem Jahr wieder absteigen musste. Nach vielen Jahren gelang 1980 der erneute Aufstieg in die nunmehr Verbandsliga genannte höchste Hamburger Spielklasse. Der drittletzte Platz reichte nicht zum Klassenerhalt, da mit dem Hummelsbütteler SV und dem HSV Barmbek-Uhlenhorst zwei Hamburger Mannschaften aus der Oberliga Nord abgestiegen waren und mit dem SV Lurup nur ein Hamburger Verein aufstieg. Der dritte Aufstieg ins Hamburger Oberhaus folgte 1986, jedoch folgte auch hier der direkte Wiederabstieg.
Erst mit dem vierten Aufstieg 1994 konnten sich die Bramfelder länger in der höchsten Hamburger Spielklasse etablieren. Nachdem der BSV 1997 mit Rang sieben noch die beste Platzierung erreicht hatte, folgte ein Jahr später der Abstieg. Im Jahre 2000 stieg der BSV zum fünften Mal in die Verbandsliga auf und schaffte dank des freiwilligen Rückzugs von Blau-Weiß Schenefeld in der Liga. Ein Jahr später folgte der erneute Abstieg, dem eine jahrelange Landesligaära folgte. 2010 gelang der Aufstieg in die mittlerweils Oberliga genannte höchste Amateurliga der Stadt, dem der direkte Wiederabstieg folgte. Nach dem direkten Wiederaufstieg hielten sich die Bramfelder bis 2014 in der Oberliga, ehe es wieder hinunter in die Landesliga ging. Fünf Jahre später stieg der BSV wieder in die Oberliga auf.
In den Spielzeiten 1979/80 und 1980/81 konnte sich der Verein jeweils für die Hauptrunde des DFB-Pokals qualifizieren. Bei der ersten Teilnahme gewannen die Bramfelder zunächst mit 2:1 nach Verlängerung beim TSV Ampfing und scheiterten in Runde zwei mit 0:2 nach Verlängerung beim TSV Battenberg. Im Jahr darauf empfingen die Bramfelder in der ersten Runde den Bundesligisten Bayer 04 Leverkusen und verloren vor 3600 Zuschauern mit 2:8.

### Frauen
Die Fußballerinnen des Bramfelder SV stiegen 2012 in die Regionalliga Nord auf, nachdem sich das Team in der Aufstiegsrunde gegen TuRa Meldorf und ATS Buntentor durchsetzen konnte. Als abgeschlagener Tabellenletzter musste die Mannschaft sofort wieder absteigen. Tiefpunkt der Saison 2012/13 war eine 0:12-Niederlage bei der zweiten Mannschaft des VfL Wolfsburg. Schon ein Jahr später gelang der direkte Wiederaufstieg. Kurioserweise traf der BSV in der Aufstiegsrunde auf die gleichen Gegner wie zwei Jahre zuvor. Im Jahre 2015 gewannen die Bramfelderinnen den Hamburger Pokal durch einen 1:0-Endspielsieg gegen den FC Bergedorf 85 und qualifizierten sich damit erstmals für den DFB-Pokal.
In der Saison 2015/16 gewann die Mannschaft die Regionalliga Nord und stieg in die 2. Bundesliga auf. Mit nur einem Sieg folgte allerdings der direkte Wiederabstieg als Tabellenletzter. Die Regionalligasaison 2017/18 schlossen die Bramfelderinnen zwar als Meister ab, der Verein verzichtete jedoch auf die Qualifikation zur nunmehr eingleisigen 2. Bundesliga. Der Verein zog seine Frauenmannschaft aus der Regionalliga zurück und startete in der Landesliga Hamburg.

### Jugend
Die Fußballjugend-Sparte des Bramfelder SV hat ca. 600 Mitglieder, die aktiv am Spielbetrieb des Hamburger Fußball-Verbandes teilnehmen. Für die Saison 2010/11 konnte der BSV ca. 30 Jugendmannschaften dem HFV melden. Vier Mannschaften sind davon reine Mädchenteams. Im Leistungsbereich ist der BSV mit Mannschaften der A-, B- und C-Junioren in der Verbands- bzw. Landesliga vertreten.
Die B-Jugend erreichte 1984 und 1990 als Hamburger Meister die Endrunde um die deutsche Meisterschaft. 1984 zogen die Bramfelder über die Stationen OT Bremen und Berliner FC Preussen ins Halbfinale ein, wo der BSV auf Borussia Dortmund traf. Nach einem 1:0-Hinspielsieg konnten die Dortmunder das Rückspiel mit 2:0 gewinnen und wurden später deutscher Meister. 1990 scheiterten die Bramfelder gleich in der ersten Runde an Bayer 05 Uerdingen.
Im Jahre 1985 nahm Ralf Jester mit der U-16-Nationalmannschaft an der Weltmeisterschaft in der Volksrepublik China teil. Jester nahm an allen sechs Spielen teil und wurde mit der deutschen Mannschaft Vizeweltmeister.

### Persönlichkeiten
| - Otto Addo - Jürgen Degen - Stefan Effenberg - Levon Hayrapetyan - Ralf Jester | - Obaidulla Karimi - Derrick Köhn - Walter Laubinger - Patric Pfeiffer - Merlin Polzin | - Gerrit Pressel - Catharina Schimpf - Holger Stanislawski |

## Basketball
Die Basketballsparte gehört zu den größten und auch erfolgreichsten im BSV. Die erste Männermannschaft stieg im Jahre 2015 in die 1. Regionalliga Nord auf.
Die männliche U16 spielt seit der Saison 2017/18 in der JBBL, die U19 war bis 2013 in der NBBL.

### Bekannte ehemalige Spieler
- Thierno Agne
- Al-Fayed Alegbe
- Aaron Boadu
- Marvin Boadu
- Kay Gausa
- Joel Harms
- Linus Hoffmann
- Vincent Kittmann
- Bazoumana Koné
- Mitja Kruhl
- Damir Kurtagić
- Sascha Leutloff
- Marc Liyanage
- Jeffrey Martin
- Nelson Martin
- Marc Nagora
- Kwame Ofori
- Simonas Paukštė
- Andreas Scholl
- Kristof Schwarz
- Malte Schwarz
- Patrick Wischnewski

### Erfolge
- Gewinner des Hamburger Basketball Pokal 2013, 2014, 2023

## Weitere Abteilungen

### Tischtennis
Die Tischtennis-Abteilung des Bramfelder SV bildet seit mehreren Jahren gemeinsam mit dem SC Urania Hamburg die TTSG Urania-Bramfeld. Diese besteht in der Spielzeit 2022/23 aus zehn Herren-, vier Damen- und einer Jungenmannschaft. Dabei spielt die erste Damen-Mannschaft in der Oberliga Nord-Ost, während die erste Herren-Mannschaft eine Spielklasse tiefer in der Verbandsoberliga Nord antritt.

### Judo
Die Judoabteilung ist eine weitere sehr erfolgreiche Sportsparte des Bramfelder SV. Die seit 1980 bestehende Abteilung umfasst den gesamten Kinder- und Jugendbereich, sowie auch die Erwachsenengruppen, aufgeteilt in Wettkampf- und Freizeit-Judogruppen. Sowohl das Frauen- als auch das Männerteam kämpft in der Judo-Regionalliga. Die Judo-Frauen kämpfen in der Judo Regionalliga-Nord. 2012 wurden die Bramfelder Frauen Meister. 2017 wiederholten die Frauen diesen Erfolg und 2018 im letzten Regionalliga Jahr (der DJB schafft die Regionalliga ab) konnten die Frauen des Bramfelder SV Hamburger Judo-Team ihren Vorjahres-Titel verteidigen.

### Trampolin
Im Trampolinturnen turnt der Verein nach einem Gastspiel in der Bundesliga in der Zweiten Bundesliga und stellt Mitglieder des deutschen Nationalkaders. BSV-Turner Daniel Schmidt gewann diverse deutsche Meistertitel im Seniorenbereich und platzierte sich bei Jugendeuropa- und Weltmeisterschaften.

### Volleyball
Der BSV brachte mit Merten Krüger einen Bundesligaspieler hervor.